# Drimia rupicola
Drimia rupicola är en sparrisväxtart som först beskrevs av Henry Trimen, och fick sitt nu gällande namn av Dassan. Drimia rupicola ingår i släktet Drimia och familjen sparrisväxter.
Artens utbredningsområde är Sri Lanka. Inga underarter finns listade i Catalogue of Life.